# Односи Србије и Костарике
 Односи Србије и Костарике су инострани односи Републике Србије и Републике Костарике.

## Билатерални односи
Дипломатски односи између Србије (ФНРЈ) и Костарике су успоспостављени 1952. године.

### Политички односи
Посете ресорних министара Костарике Београду 2007. и 2012. год.

### Економски односи
- Извоз у Костарику 2020. износио је 1,03 милиона америчких долара, а увоз у истом периоду 16,58 милиона.
- Извоз у Костарику 2019. вредео је 847 хиљаде меричких долара, док је увоз износио 17 милиона.
- Извоз у Костарику 2018. износио је 1,37 милиона УСД, а увоз исте године 18 милиона долара.[1][2]

### Некадашњи дипломатски представници

#### У Сан Хосеу
- Емил Дурини, амбасадор, 1979—1982.[3]